# Křesťanské mnišství

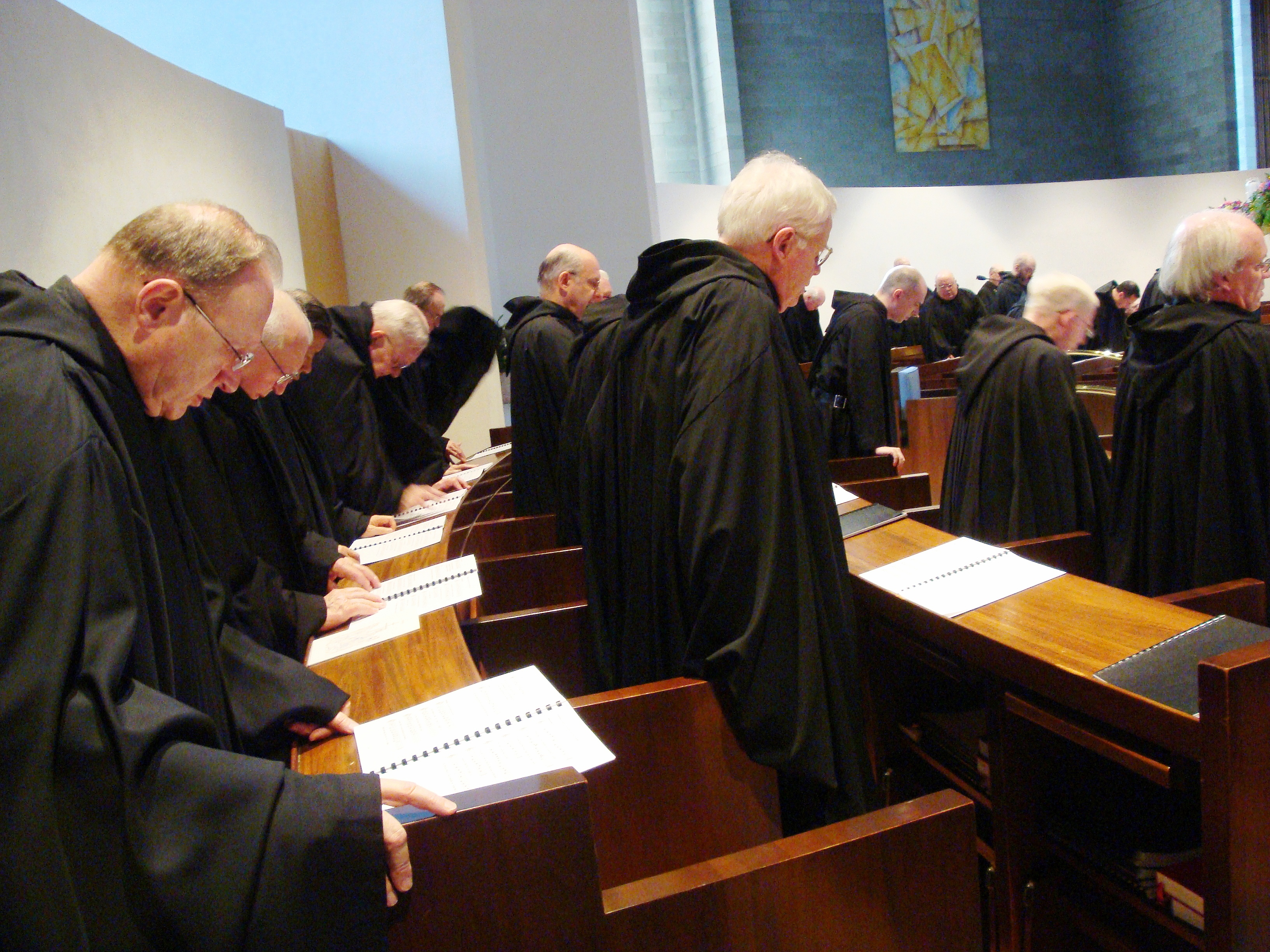
Benediktini při modlitbě nešpor

Křesťanské mnišství je více či méně odloučený a asketický způsob života mnicha či mnišky spojený s křesťanským náboženstvím. Dvě základní formy mnišství představuje mnich poustevník (anachórét, eremita) a mnich cenobita žijící ve společenství dalších mnichů. Běžnou podobou pospolitého mnišského života je společenství řeholníků, kteří bydlí v klášteře a řídí se řeholí.
Křesťanské mnišství mělo v historii význam pro vývoj západní civilizace. Hrálo důležitou úlohu v šíření a udržování křesťanství, v uchovávání a rozšiřování antické a středověké vzdělanosti i v budování především středověkého technologického a vědeckého pokroku.

## Počátky křesťanského monasticismu
Křesťanské mnišství se začalo utvářet v Egyptě a Palestině koncem 3. století. Pro toto převážně laické hnutí odchodu do pouště existuje několik vysvětlení: jednalo se o útěk před zesíleným pronásledováním křesťanů (zejména za Diocletianovy vlády), o reakci na ochabnutí křesťanské morálky poté, co bylo křesťanství povoleno Konstantinem Velikým, nebo o negaci antických ideálů (zoón politikon) a hledání nového způsobu života.
Mnišství nabylo záhy dvou forem. Eremité (od eremos, pustý) byli poustevníci v poušti, kteří nežili podle žádné řehole a poustevnická praxe byla předávána skrze vztah učitele a žáka. Představitelem této formy byl zejména Antonín Veliký. Záhy se však začala za přičinění zejména Pachomia a Basilea z Kaisareje organizovat velká cenobitská (od koinos, společenství) mnišská společenství až pro několik set mužů. Život byl určován poslušností nadřízenému, která měla společenství nejen uchránit před rozpadem, ale také před fanatickými či samolibými výstřelky. Kláštery byly navíc podřízeny církevní kontrole. Řemeslná práce mnichů ekonomicky zajišťovala klášter a také umožňovala poskytovat almužnu chudým.

## Monasticismus ve středověké západní Evropě

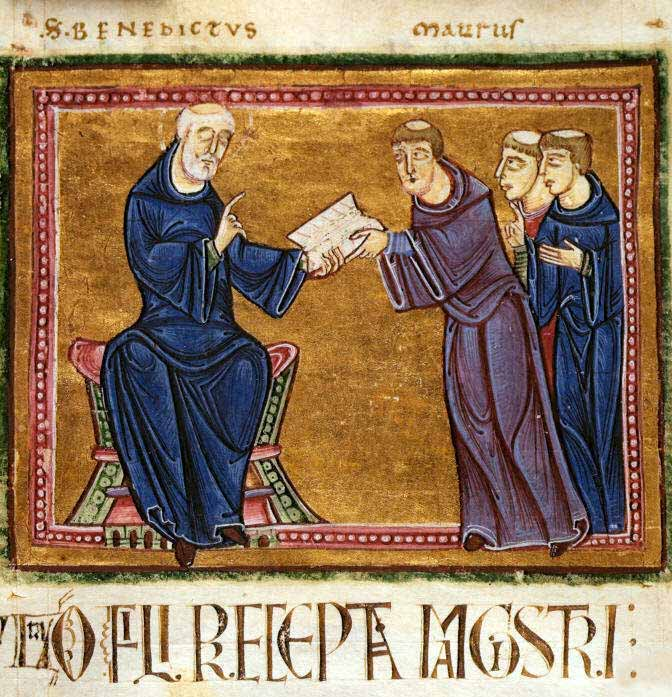
Benedikt předává svým žákům Řeholi

### Dva modely: Benedikt a Irsko
Z východní části římské říše se mnišství pozvolna šířilo i na západ – někteří východní mniši navštívili západ a naopak několik duchovních ze západu navštívilo východní kláštery. Honoratus († 429) nakonec po své návštěvě Egypta a Sýrie založil klášter v Marseille a Lérins, odkud se pak kláštery šířily dále na sever.
Další klášter založil v italském Monte Cassino okolo roku 529 Benedikt z Nursie. Slib stálosti a poslušnosti, který mniši skládali doživotně volenému opatovi, měl eliminovat tehdejší potulné mnišství, kdy mniši přecházeli z jednoho kláštera do druhého. Cílem života v klášteře bylo vést duchovní válku, v čemž mnichům pomáhala modlitba, manuální práce, studium posvátných textů (tzv. lectio divina) a dodržování kázně. Roku 577 však byl klášter zničen Langobardy a mniši se rozptýlili. Benediktovo dílo však přesto nezaniklo – zanechal po sobě Řeholi, v níž shrnul pravidla života v klášteře, přičemž se inspiroval pravidly klášterů v jižní Galii a také starší mnišskou tradicí z východokřesťanského i západokřesťanského prostředí.
Kláštery v samotné Galii mezitím stagnovaly a jejich význam klesal. Mnohem významnější se staly kláštery v Irsku, jejichž charakter byl od klášterů kontinentálních dosti odlišný. Irský monasticismus kladl důraz na kontemplaci a volnost pohybu, což zajišťovalo kontakt s běžným obyvatelstvem a prohlubování jeho náboženského života. Na rozdíl od Benediktova kláštera, kde se studovaly jen posvátné texty, přijímali irští mniši také díla antických klasiků, což z irských klášterů činilo centra vzdělanosti. Na irských klášterech (tedy nikoli na biskupech) ležela také církevní správa Irska.

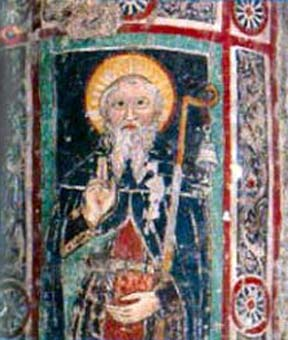
Sv. Kolumbán

### Rozšíření klášterů ve franské říši a Anglii
Příchod irských mnichů pod vedením sv. Kolumbána (540–615) do Galie zde proto vyvolal vlnu náboženského nadšení a mnišské hnutí si získávalo členy i z řad aristokracie a s podporou krále vznikaly kláštery (Luxeuil), jež po Kolumbánově smrti začaly přejímat Benediktovu řeholi. Byly zakládány také dvojkláštery (tj. mužský a ženský klášter v těsné blízkosti), ve kterých našly uplatnění mnohé příslušnice šlechtických rodů.
V Anglii neproběhlo setkání irského a Benediktova modelu tak pokojně. Irští misionáři, kteří do Anglie přišli, se podobně jako v Galii obraceli na šlechtu a krále, s jejich pomocí zakládali dvojkláštery a snažili se uplatnit irskou formu církevní správy. Naproti tomu misionáři z kontinentu (Wilfrid) se snažili prosadit biskupskou správu a kláštery s čistě Benediktovou řeholí. I přes tyto spory však z Anglie vzešel Bonifác (672–754), který nejen přispěl k christianizaci Durynska, ale zejména reorganizoval církevní správu ve franské říši a založil klášter ve Fuldě, jenž byl vyňat z moci místního biskupa a podřízen přímo papeži.
Po Bonifácově příchodu se Benediktova řehole stala oficiálně schválenou praxí a různorodost zvyků v jednotlivých klášterech se začala sjednocovat. Ve skutečnosti ovšem došlo v benediktinské řeholi k jistému posunu – byla zdůrazněna úloha liturgie a modlitby téměř zcela na úkor manuální práce, která se nyní vykonávala jen symbolicky, a mniši proto museli zaměstnávat služebnictvo. Krom mnišských konventů vznikla společenství kanovníků, kteří na rozdíl od mnichů neskládali řeholní sliby. Zakládání benediktinských klášterů se dočkalo velké podpory krále i šlechty: mniši se modlili za spásu svého donátora, kláštery navíc představovaly centra vzdělanosti a vhodná „odkladiště nadbytečných dědiců“. Důležitá byla také role klášterů při christianizaci a franské kolonizaci dobytých východních území. Tento systém však stál a padal s císařskou mocí, takže když došlo k jejímu oslabení, začaly se konventy rozpadat, což pak bylo dramaticky urychleno nájezdy Normanů, pro které byly kláštery velmi snadným cílem.

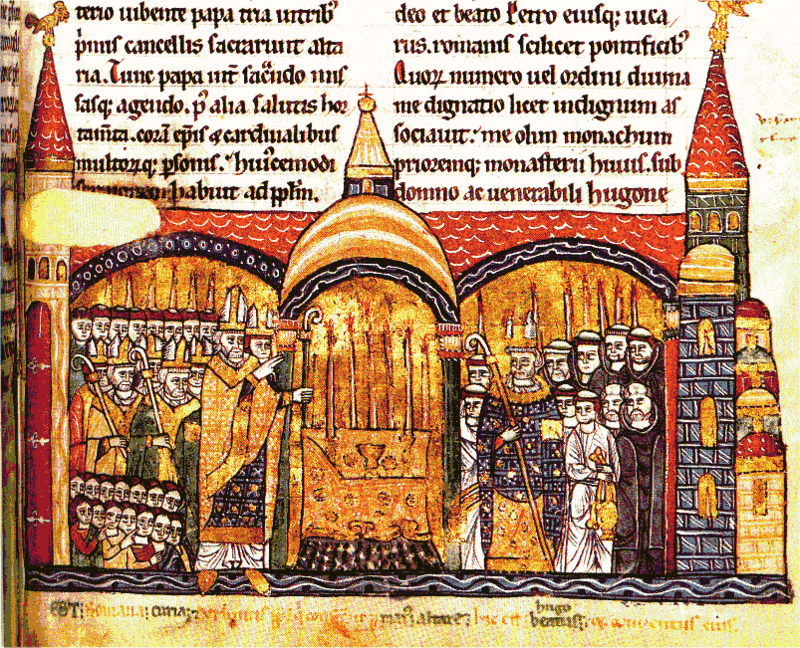
Vysvěcení kláštera v Cluny papežem Urbanem II.

### Obnova klášterů po vikinských nájezdech
Obnova monastického života přišla poté, co akvitánský vévoda Vilém III. roku 909 založil klášter v Cluny a mnich Berno zde obnovil benediktinskou řeholi. Mniši zde získali zpět autonomii, světský vládce nemohl zasahovat do vnitřních záležitostí kláštera, jenž byl svěřen pod papežskou ochranu. Clunyjská reforma kladla důraz na pokání a tichou modlitbu a brzy se rozšířila i do dalších klášterů (Fulda, Romainmôtier, Řím). V polovině 11. století se papeži Lvu IX. stalo clunyjské hnutí vhodným spojencem v jeho boji proti vlivu státu na církev a proti simonii (kupování církevních úřadů), a šíření clunyjské formy klášterů proto podporoval.
Clunyjské hnutí však zasáhlo jen románskou oblast, v germánské oblasti a Anglii se rozvíjela jiná reformní hnutí. Ve východofranské říši se tzv. gorzijská observance šířila za přispění biskupa Wolfganga z Řezna (924–994). Na rozdíl od clunyjské reformy získalo obnovené hnutí ve východofranské říši podporu císaře i biskupů, nesnažilo se proto oprostit od biskupské jurisdikce a vlivu světských panovníků.
V Anglii panovala zcela odlišná situace. Vikinská invaze zcela zlikvidovaly organizovaný klášterní život a obnovu zahájil až arcibiskup canterburský Oda (asi 880–958), jenž přišel ze západofranské říše. Novým klášterům se dostávalo výrazné podpory krále a specifikum anglických klášterů představovaly tzv. katedrální kláštery, v nichž pozici opata zaujímal biskup.
Všechny tyto typy klášterů pokračovaly v trendu započatém v 8. století: manuální práce stanovená Benediktovou řeholí získávala stále symboličtější charakter, takže na podřadné práce si mniši dokonce zaměstnávali služebnictvo. Mniši samotní se soustředili spíše na psaní knih a listin pro panovníky. Představení klášterů byli šlechtického původu a lidé z neprivilegovaných vrstev obyvatelstva prakticky do klášterů vstoupit nemohli. Kláštery se stávaly velkými pozemkovými vlastníky, a někdy dokonce i lenními pány. Myšlenka clunyjské reformy – oprostit se od sekulárních vlivů – se postupně vytrácela, neboť fundátoři si často osobovali právo zasahovat do chodu „svého“ kláštera.

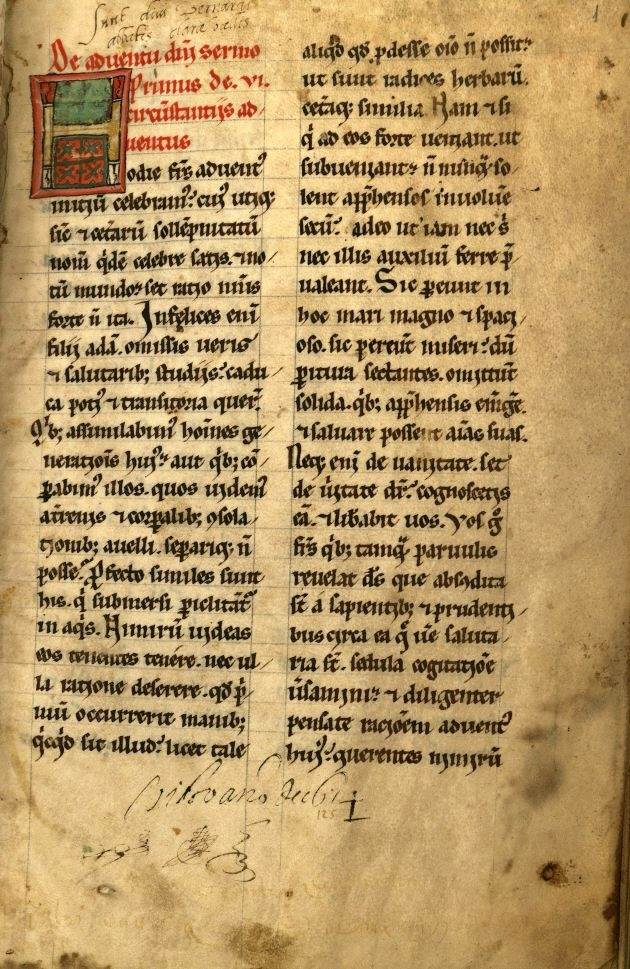
Kázání Bernarda z Clairvaux

### Návrat k askezi
Ne všichni ovšem byli spokojeni s blahobytným životem v klášterech. Jednotlivci odcházeli jako poustevníci na osamělá místa. Poustevníci žijící nedaleko od sebe se někdy sdružili, vytvořili si společnou řeholi a společně se snažili obnovit dřívější monastické ideály. Delšího trvání ovšem došla jen některá společenství, zejména kartuziáni, kteří získali řeholi roku 1128, žili zcela oddělení od okolí ve svých celách a jen některé modlitby vykonávali společně.
Ve stejné době se církevní představitelé snažili vtisknout řád kapitulám. Kanovníci měli žít podle Řehole svatého Augustina v celibátu a mít společný majetek. Roku 1121 pak z kanovnického řeholního společenství v Prémontré Norbert z Xantenu vytvořil premonstrátský řád.
Největšího úspěchu ve snaze o návrat k původním asketickým ideálům však dosáhl cisterciácký řád, jenž se zrodil v klášteře v Citeaux, jenž se roku 1100 s povolením papeže osamostatnil od svého mateřského kláštera, aby mohl žít podle původní nezměněné Benediktovy řehole. Cisterciáci vyvinuli svůj vlastní styl architektury, stavěli kláštery na odlehlých místech, nedovolovali, aby za ně pracovali nevolníci, nýbrž se snažili, aby se jejich komunity uživily svými vlastními silami. Cisterciácké kláštery se proto také díky charismatickému Bernardovi z Clairvaux rychle šířily, a tak vznikl systém kontroly jednotlivých klášterů a všichni představení klášterů se každoročně scházeli na generální kapitule. Úspěch cisterciáků ovšem také znamenal bohatnutí řádu a opouštění prvotních ideálů. Jen pomalu navíc utichaly spory mezi cisterciáky a staršími benediktiny, od nichž se cisterciáci odtrhli.

## Význam mnišství pro civilizaci
Krom významu ve věcech náboženských je nepominutelný vliv mnišství a klášterů na rozvoj západní civilizace v oblastech vědy, poznání a hospodářství. Mniši svým opisováním antických děl a tvorbou rozsáhlých knihoven přenesli antickou vzdělanost přes temné časy úpadku v 6. a 7. století. Drtivou většinu antických děl, které dnes známe, známe z jejich opisů, protože originály se nedochovaly.
Nepominutelný je význam klášterních škol, jen někde doplňovaných dalšími školami církve (viz např. katedrální školy v říši Karla Velikého), které byly předchůdkyněmi univerzit, byť někde byly určeny jen pro vzdělávání mnichů. Mniši byli myslitelé a filosofové své doby a zajistili kontinuitu myšlení a civilizace od antiky po novověk.
Kláštery byly ve středověku důležitými hospodářskými jednotkami, které představovaly hlavní sílu vytvářející a šířící technologický pokrok v zemědělství a ve výrobě. Mimořádný byl jejich přínos především v zemědělství, vinařství, hodinářství, využití vodní energie, odvodňovacích pracích, metalurgii a uspořádání manufakturní výroby. Guizot mluví o benediktinech jako o agrotechnicích středověké Evropy, Collins označuje cisterciácké kláštery za ekonomicky nejefektivnější jednotky středověké Evropy a možná i celého světa.
Další klíčovou roli hrálo mnišství v oblasti charity a lékařství. Ve středověku i raném novověku vytvářely kláštery fungující síť nemocnic, hospiců (ve středověkém významu tohoto slova – tedy domů pro poutníky), sirotčinců a lékáren západního světa, mezi 5. a 10. stoletím zároveň hrály klíčovou roli ve výuce lékařů, o tomto období se mluví jako o klasickém období klášterní medicíny.

## Nesprávné pojetí mnišství
Bývá častou chybou považovat všechny mužské řeholní komunity za mnišské. Z hlediska životní praxe i církevního práva jsou za mnišské považovány pouze řády, odvozené od benediktinské tradice a jejich ženské odnože (přímo benediktini, cisterciáci, trapisté, volněji pak kartuziáni a kamaldulové). Za společenství mnišská jsou považovány také komunity pravoslavného mnišství. V pravoslavném mnišství však neexistuje dělení do řádů, každý klášter má naprostou autonomii a svá vlastní pravidla. Se západokřesťanským mnišstvím jsou příbuzné díky svatému Benediktovi, který ve své Řeholi vytvořil syntézu mnišství, čerpající ze starších autorů západního i východního křesťanství a dotvořil ji vlastní invencí.
Zasvěcený život v západním křesťanství se staletým vývojem rozdělil do samostatných větví: žebravých řádů (františkánské hnutí, dominikáni, karmelitáni, augustiniáni), řádů řeholních kanovníků (premonstráti, křížovníci s červenou hvězdou, Němečtí rytíři, Maltézští rytíři), řeholních kleriků (jezuité, piaristé). Od 18. století pak vznikaly úzce specializované řeholní kongregace (redemptoristé, salesiáni, ...). Žádné z těchto společenství nelze považovat za mnišský řád. Je tedy chybou označovat členy těchto společenství jako mnichy.